# Lynn Colella
Lynn Colella (n. 13 iunie 1950, Seattle, Washington, SUA) este o înotătoare americană, medaliată olimpică. A participat la o ediție a Jocurilor Olimpice (1972) în care a câștigat două medalii de argint.